# Carlos Gimeno
Carlos Gimeno Martínez (Las Palmas de Gran Canaria, 24 de octubre de 1989) es un deportista español que compite en saltos de gran altura.
Ganó una medalla de plata en el Campeonato Mundial de Natación de 2025, en la prueba de 27 m. Además, quedó tercero en las Red Bull Cliff Diving World Series de 2023.

## Palmarés internacional
| Campeonato Mundial | Campeonato Mundial  | Campeonato Mundial | Campeonato Mundial |
| Año                | Lugar               | Medalla            | Prueba             |
| ------------------ | ------------------- | ------------------ | ------------------ |
| 2025               | Singapur (Singapur) | Medalla de plata   | 27 m               |